# Gabinetto del Giappone

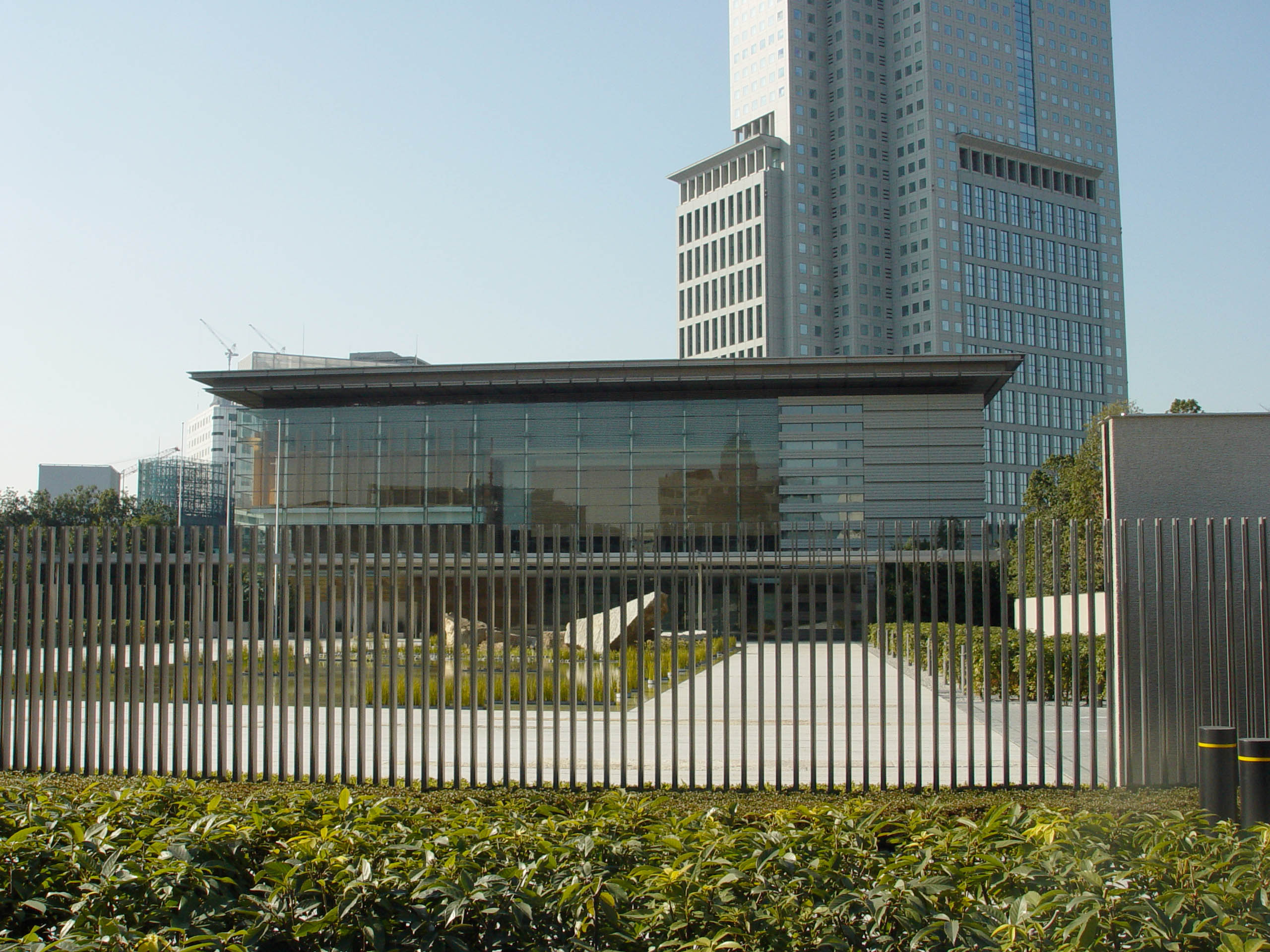
Residenza ufficiale del Primo ministro del Giappone e luogo in cui si riunisce il Gabinetto

Il Gabinetto (内閣?, Naikaku) è l'organo che esercita il potere esecutivo in Giappone.
È composto dal primo ministro e da un massimo di altri quattordici membri, chiamati ministri di Stato.
Il primo ministro è designato dalla Dieta nazionale, gli altri ministri sono nominati e rimossi dal primo ministro.
Il Gabinetto è collettivamente responsabile di fronte alla Dieta ha l'obbligo di presentare le dimissioni nel caso in cui la Camera dei rappresentanti approvi una mozione di sfiducia.
L'assetto attuale del Gabinetto del Giappone è stabilito dalla Costituzione del Giappone del 1947.
Anche la Costituzione Meiji, in vigore tra il 1889 e il 1946, prevedeva un Gabinetto, subordinato però all'Imperatore.

## Nomina

Il fiore di paulownia è abitualmente considerato il simbolo del primo ministro, del gabinetto e del governo giapponese in generale.

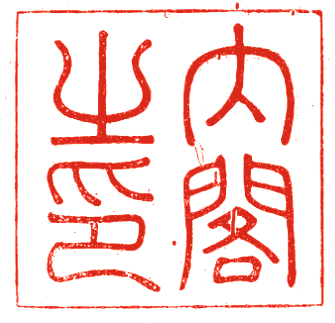
Il sigillo ufficiale del Gabinetto giapponese

Secondo la Costituzione, i ministri di Stato sono nominati dopo la scelta del primo ministro. La maggioranza dei componenti del Gabinetto e lo stesso primo ministro devono essere scelti fra i membri della Dieta (ma possono essere membri di entrambe le camere), e tutti i membri devono essere dei civili e non provenire dall'ambiente militare. Secondo la Legge sul Gabinetto del 2001, i ministri di Stato (escluso il primo ministro) devono essere al massimo quattordici, elevabile a diciassette in caso di necessità. Nel caso in cui il Gabinetto si dimettesse collettivamente, continua ad esercitare le sue funzioni fino alla nomina del nuovo primo ministro. Durante il mandato ministeriale, non si possono intraprendere azioni legali contro i ministri di Stato senza l'autorizzazione del primo ministro. Il Gabinetto deve rassegnare le dimissioni collettivamente nei seguenti casi:
- Approvazione di una mozione di sfiducia o mancata approvazione di una questione di fiducia da parte della Camera dei rappresentanti, a meno che non sia previsto lo scioglimento della Camera entro dieci giorni.
- Fino alla prima convocazione della Dieta dopo l'elezione della Camera dei rappresentanti (anche se essa confermerebbe ogni singolo ministro).
- Qualora la posizione di primo ministro divenisse vacante, o qualora il primo ministro dichiarasse la sua intenzione di dimettersi.

## Poteri
Il Gabinetto esercita due tipi di potere. Alcuni dei suoi poteri, che nella pratica sono esercitati con istruzioni stringenti del Gabinetto, sono esercitati formalmente dall'Imperatore con "la raccomandazione e l'approvazione" del Gabinetto. Gli altri poteri sono esercitati dal Gabinetto esplicitamente. Contrariamente alla pratica di molte monarchie costituzionali, l'Imperatore del Giappone non è il capo formale dell'esecutivo dello Stato. La Costituzione investe esplicitamente il Gabinetto dell'autorità esecutiva.

### Poteri esercitati attraverso l'Imperatore
- Convocazione della Dieta.
- Scioglimento della Camera dei rappresentanti.
- Indizione delle elezioni generali per la Dieta.
- Conferimento degli onori.

### Poteri propri
- Esecuzione delle leggi.
- Condotta degli affari esteri.
- Conclusione dei trattati internazionali (con il consenso della Dieta).
- Amministrazione burocratica.
- Preparazione del bilancio (che deve essere adottato dalla Dieta).
- Adozione degli ordini di gabinetto (regolamenti).
- Gestione della amnistia generale, amnistia speciale, commutazione delle pene, grazia e ripristino dei diritti.
- Firma di ogni legge o ordine di gabinetto del ministro competente più controfirma del primo ministro.